# 程元凤
程元鳳（1200年—1269年），字申甫，號訥齋，歙縣（今屬安徽）人。
先世重黎氏后伯休父曾是周宣王大司马，元鳳出生於書香門弟，精通詩詞，宋理宗紹定二年（1229年）王朴榜進士。理宗時，進秘書丞。寶祐中，兼侍讀。宝祐三年（1255年），为签书枢密院事兼权参知政事。寶祐四年（1256年），拜右丞相兼樞密使，上奏正心、进贤、爱民、备边等八事。被丁大全誣告。以觀文殿大學士致仕。咸淳三年（1267），再为右相兼枢密使，又被陈宜中排擠離職。卒謚“文清”。 

## 延伸阅读
[在维基数据编辑]
 《宋史·卷418》，出自脱脱《宋史》